# Hydrochus subcupreus
Hydrochus subcupreus är en skalbaggsart som beskrevs av Randall 1838. Hydrochus subcupreus ingår i släktet Hydrochus och familjen gyttjebaggar. Inga underarter finns listade i Catalogue of Life.